# Казахабад
Казахобод (Казахабад; тадж. Қазоқобод) — село в районе Джалолиддин Балхи Хатлонской области Республики Таджикистан. Входит в состав джамоата (сельской общины) Маданият района Балхи.
Находится на расстоянии 7 км от райцентра (пгт. Балх) и 9 км от центра общины (село Кизил Октябрь).
Население — 1992 чел. (2017).